# フォーエイト48
フォーエイト48は、日本の男女混合7人組YouTuber、SNSグループ。主にYouTuberやTikTokerとして活動している。リーダーは「こたつ」で、ドッキリ・ダンス、歌・恋愛を題材にした様々な動画を公開している。

## 来歴
TikTokの普及初期（2017年ごろ）から活動しているTikTokerである「こたつ」のTikTokフォロワー数が100万人を突破したことをきっかけに結成。他のメンバーもTikTokerとして活動しており、YouTubeチャンネル始動から3日でチャンネル登録者数は3万人に達した。登録者数は2021年7月時点で124万人、9月時点で140万人、12月時点で180万人を突破。2022年8月時点で200万人を突破した。家族にも喩えられるチーム内の信頼関係や、TikTokに関連した企画・動画の公開が、チャンネルの成長理由として分析されている。
2021年3月にはYouTube Japanの公式チャンネルにて、インターネット上の誹謗中傷やデジタルタトゥーを題材とした動画「あなた、わたし」を公開し、視聴者に問題提起を行った。同年6月には「48時間チャリンジ」と称して大阪-福岡間を48時間以内に自転車で移動する生配信企画を行った。
同年8月には、過去にTikTok上の企画で公開した動画を再編集し、『TikTok Summer 2021』としてYouTube上で公開した。当該の動画は700万再生を突破した。コラボしたクリエイターにははじめしゃちょーやフィッシャーズなどがある。また、9月には『GENERATIONS高校TV』に出演し、GENERATIONS from EXILE TRIBEと企画で対戦している。
2021年12月14日放送のテレビ番組『音いたち』（関西テレビ)では、「推しいたちピーポー」の1つとして取り上げられた。
2022年2月15日、視聴者にネット上で誹謗中傷を受けたことが理由で、音羽の脱退が発表された。同年1月に予定されていた全国ツアーの発表は音羽の状況を鑑みて延期していたことが明かされた。脱退に関しては他のYouTuberからもコメントが寄せられた。一時休止期間を挟んだ後、同月20日にチャンネルが再開された。
2022年4月6日から8日にかけて、大阪-東京間を自転車で移動する「第2回48時間チャリンジ」に挑戦。
2022年10月31日、メンバーが一度に動画に出演する頻度が減少し、体調不良や活動のバランスの崩れが考えられたことから、活動休止が発表された。同年12月2日に活動再開を発表。また、動画投稿が毎日投稿から週5日投稿（月・水・金・土・日曜）に変更され、寸劇・ドラマ仕立ての動画を投稿することも発表された。

## メンバー

### 現メンバー
| 名前       | 生年月日（現年齢）     | 性別 | 身長   | 血液型 | メンバーカラー | 備考 |
| ---------- | ---------------------- | ---- | ------ | ------ | -------------- | --- |
| こたつ     | 1996年12月30日（28歳） | 男   | 170 cm | A型    | 赤             | リーダー、初代MC Team48の中のリーダーで、チームにおける父親的存在。「全力〇〇」シリーズの先駆者でもあり、個人の知名度をシリーズの知名度が上回っている現状に悔しさを覚えている旨を述べている。2022年2月にモデルプレスが発表したTikTokクリエイター影響力トレンドランキングでは第15位。 |
| タロー社長 | 1998年4月29日（27歳）  | 男   | 164 cm | B型    | 黄→ 黒         | 副リーダー。 保護猫活動を行っている。個人チャンネル名は「猫とタロー」。 |
| あみか     | 2005年4月29日（20歳）  | 女   | 154 cm | A型    | ピンク         | 最年少メンバーであり、ennと10歳年がはなれている。 13歳の頃に友人から動画をTikTok上にアップロードされたことをきっかけにショート動画に興味を抱き、TikTokerとしての活動を開始した。2024年1月、メンバーのアマリザと2021年11月から交際していることを公表。                                |
| enn        | 1995年4月19日（30歳）  | 女   | 155 cm | B型    | 紫             | 最年長メンバーであり、ベビタピの総監督。 「ベビタピの愉快な仲間たち」のYouTubeでも活動している。チームにおける母親的存在。タケヤキ翔のファン。4月20日、付き合っている彼氏との間に長女ができたと発表。現在はまだ未婚である。長女を出産したことを発表。                                |
| ゑむ氏。   | 1996年6月7日（29歳）   | 女   | 163 cm | B型    | オレンジ       | コスプレイヤー兼デザイナーで、チームにおけるファッションリーダー。 Simejiによる日本のTikTokerの2021年上半期人気アンケートでは、「こたつ」に次ぐ第5位であった。 |
| アマリザ   | 2000年12月5日（24歳）  | 男   | 174 cm | O型    | 緑             | 二代目、MC フォーエイトのピュア担当。2024年1月、メンバーのあみかと2021年11月から交際していることを公表。 |
| わかゔぁ   | 2001年3月8日（24歳）   | 男   | 172 cm | AB型   | 青             | アマリザの幼なじみであり、相方。GACKTのファン。 |

### 元メンバー
| 名前     | 生年月日              | 血液型 | 身長   | メンバーカラー | 備考 |
| -------- | --------------------- | ------ | ------ | -------------- | --- |
| とまちん | 1999年9月21日（25歳） | 不明   | 175 cm | 黒             | 脱退後はstudio15株式会社に所属し「イケメンeスポーツクリエイター」として活動している。 |
| 音羽     | 1998年1月8日（27歳）  | A型    | 166 cm | ネイビー[藍]   | 楽曲および映像クリエイター。歌唱力はチーム内で最も高く評価されており、男性的・女性的な声をいずれも発声できる点から「両声類」とも呼ばれている。 2021年に公開された『TikTok Winter 2021』におけるあるフレーズが話題を呼び、第三者からの誹謗中傷を受けたほか、当該フレーズを素材にした音MADが多く作成され、炎上状態に陥った。これをきっかけに動画への出演を控えて1か月強の休養を取ったのち、2022年2月15日に脱退。2024年2月14日にキューンミュージックよりメジャーデビュー。 |

## 楽曲

### CDシングル
|     | CDリリース    | 配信リリース  | タイトル           | 形式         | 備考                                         | 出典 |
| --- | ------------- | ------------- | ------------------ | ------------ | -------------------------------------------- | ---- |
| 1st | 2022年7月7日  | 2022年6月23日 | ロミエット         | CD・音楽配信 | 収録曲 - ロミエット - TONIGHT!!              |      |
| 2nd | 2023年3月29日 | 2023年3月3日  | バイバイ、またね。 | CD・音楽配信 | 収録曲 - バイバイ、またね。 - いっせ～のSay! |      |
| 3rd | 2024年8月30日 | 2024年8月9日  | サマーデイズ       | CD・音楽配信 | 収録曲 - サマーデイズ - Princess             |      |

## 反響
2020年
- Simeji「ベストYouTuber 2020」第5位[30]

2021年
- Bitstar「インフルエンサーパワーランキング」
  - YouTubeチャンネル総再生数ランキング第9位（1〜3月）[31]、第16位（7〜9月）[32]、第5位（通年）[33]
  - 急上昇入りチャンネルランキング第8位（通年）[34]
- モデルプレス「YouTuber影響力トレンドランキング」第20位[35]
- FULMA「小学生に人気のYouTuberランキング」第7位[36]
- Simeji「Z世代トレンドアワード 2021」ヒト部門流行大賞第2位（Simeji）[37]
- memedays「2021年下半期10代トレンドランキング」インフルエンサー部門第5位[38]

2022年
- モデルプレス「YouTuber影響力トレンドランキング」第9位[39]

## 主な出演

### テレビドラマ
- 新・ミナミの帝王（2022年3月22日、関西テレビ）[注 2][40][41]
- コンビニ★ヒーローズ〜あなたのSOSいただきました!!〜 (2022年10月18日、関西テレビ)[注 3][42]

### 映画
- HEROINES（2024年公開）

### テレビ番組
- 沼にハマってきいてみた（2021年9月13日[43]、2022年7月4日[44]、NHK教育テレビ）
- マツコの知らない世界（2021年11月9日、TBS）[注 4][2][19]
- めざましテレビ（2022年4月7日、8日12日[45]、フジテレビ）
- ダウンタウンDX (2022年5月26日、日本テレビ)[注 5][46]
- Venue101 (2022年7月3日、NHK総合テレビ)[47]
- The Gift (テレビ番組)(2023年4月10日、日本テレビ)｢こたつ｣｢あみか｣の2名が出演した。
- 超無敵クラス（2023年4月16日、日本テレビ）｢あみか｣が出演した。

### ネット番組
- GENERATIONS高校TV（2021年9月5日・12日、ABEMA）[25][48]
- 会社は学校じゃねぇんだよ 新世代逆襲編（2021年10月21日、ABEMA）[注 6][49]
- 48の大阪府議会に聞いてみたら…〇〇だった（2022年1月9日 - 3月29日）[50]

### イベント
- TGC teen 2020 Winter online（2020年11月13日）[51]
- TGC teen 2021 Summer（2021年7月27日）[52]
- 関西コレクション（2021年9月5日）[6][53]
- YouTube FanFest 2021（2021年12月11日）[54][55]
- 48CARNIVAL（2022年12月27日）
- 48CARNIVAL2024NATIONALTOUR～THEATREJACK～(2024年8月18日～2024年12月24日)

### CM
- モンスターハンターNow（2023年9月14日）

### 雑誌
- 『モデルプレスカウントダウンマガジン vol.1』（2022年1月26日、東京ニュース通信社）[56]

## 書籍
- 『#全力48!!!! フォーエイト OFFICIAL FANBOOK』（2021年12月10日、宝島社、ISBN 978-4-299-01860-1）[57]